# Binaluacris brevicornis
Binaluacris brevicornis är en insektsart som beskrevs av Willemse, F.M.H. 1978. Binaluacris brevicornis ingår i släktet Binaluacris och familjen gräshoppor. Inga underarter finns listade i Catalogue of Life.